# Styloctenium wallacei
Styloctenium wallacei é uma espécie de morcego da família Pteropodidae. Endêmica da Indonésia, é encontrada apenas em Sulawesi e nas ilhas Togian.